# 肖恩·墨菲

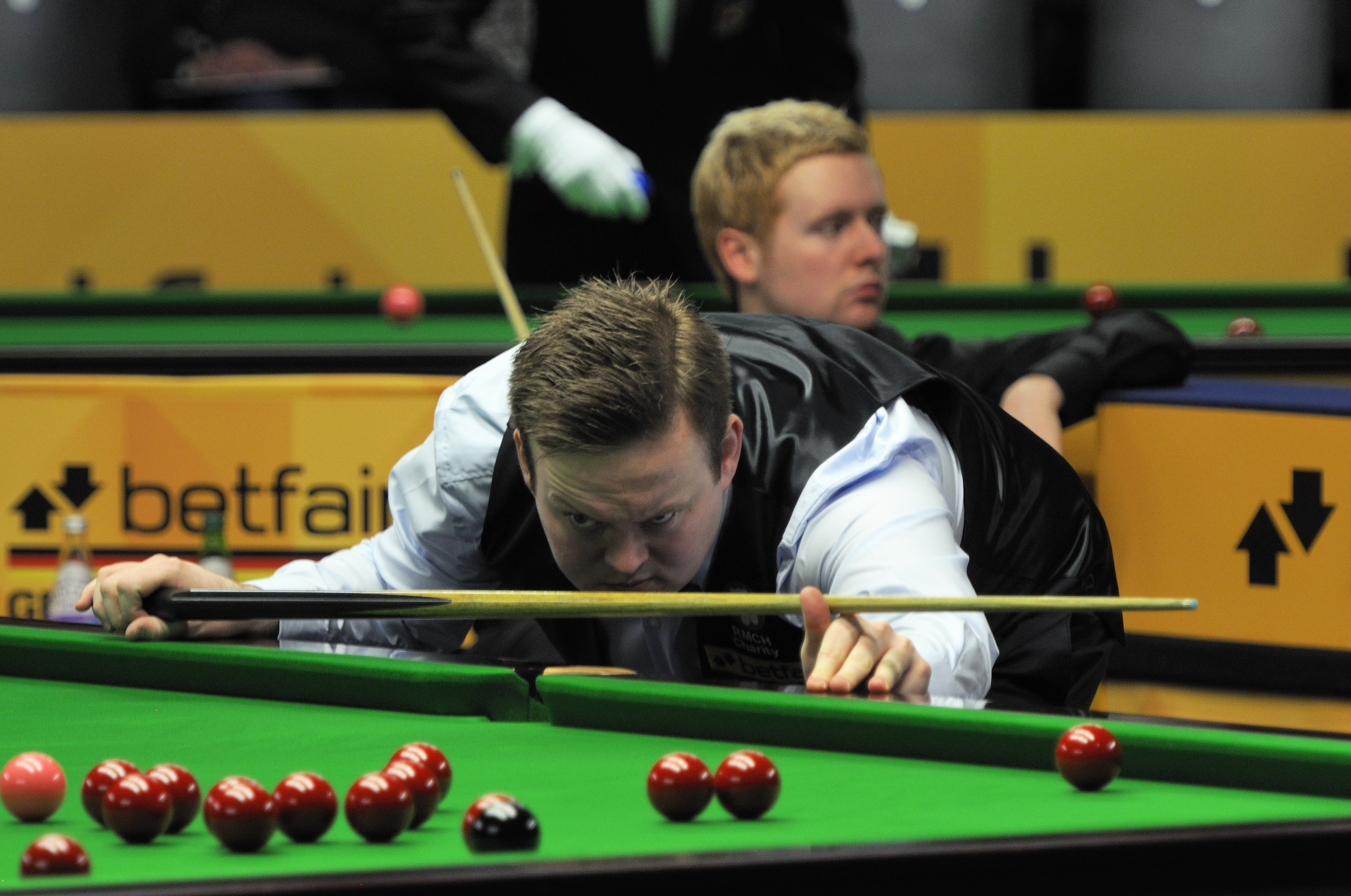
墨菲在2013年德國大師賽

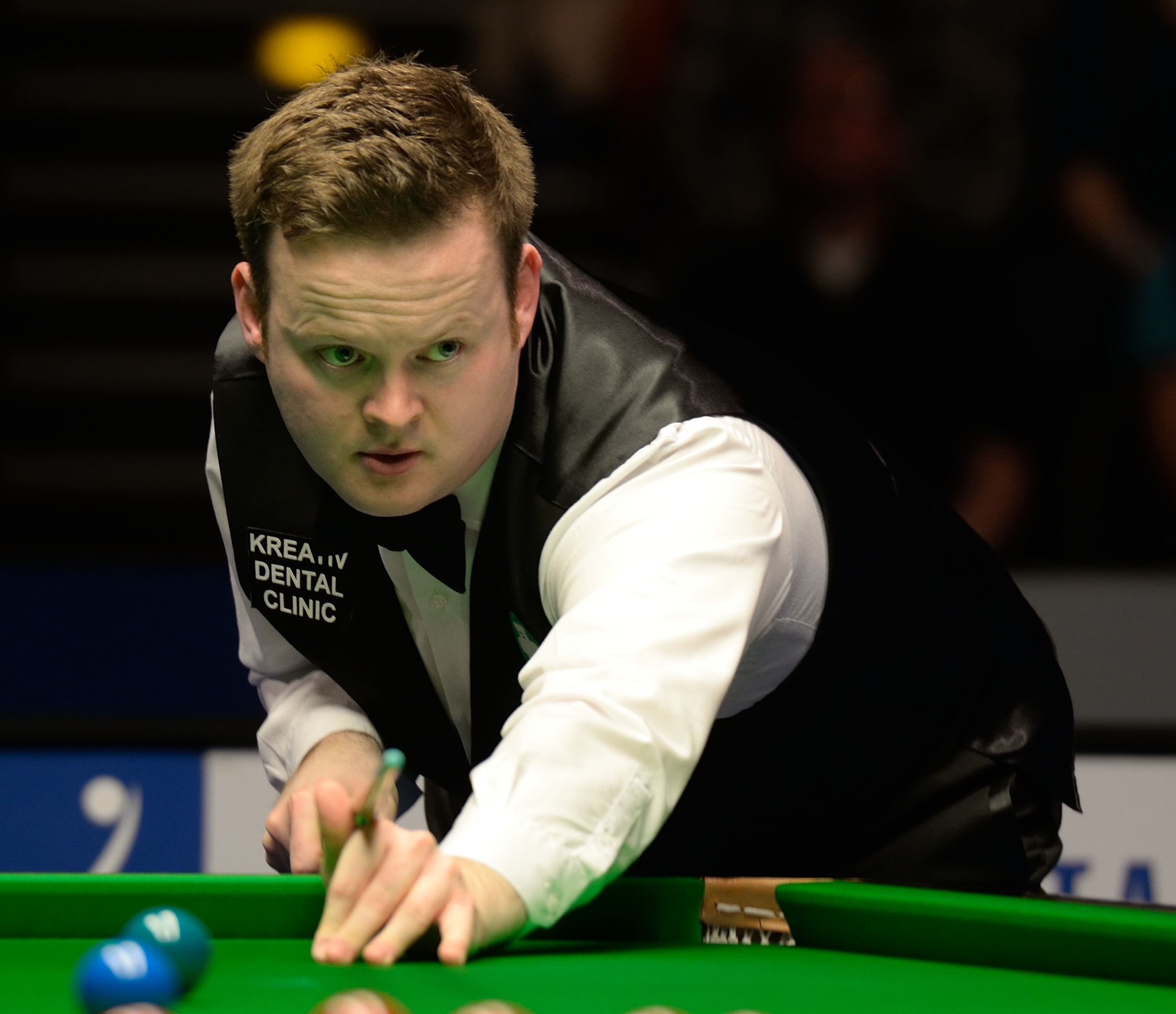
墨菲在2015年德國大師賽

肖恩·墨菲（英語：Shaun Murphy，1982年8月10日—），英格蘭職業斯诺克選手。墨菲在1998年轉為職業球員，2000年獲得司諾克年度最佳新人獎。2005年以資格賽選手身份獲得世界錦標賽冠軍，2008年又獲得英國錦標賽冠軍。此外，他也是2015年及2025年大師賽冠軍。生涯總計共有12個排名賽冠軍。
墨菲綽號「魔術師」（The Magician），以筆直的出桿姿勢，強大送桿力量和精準的遠台能力聞名，被大多數球迷認為是出桿節奏的標竿。他也是名得分能手，生涯打出超過600次單桿破百，其中包含9次滿分。
他與其他三位1980年後完成司諾克大滿貫的球員合稱「80後四傑」，分別是1983年出生的馬克·賽爾比、1982年出生的尼爾·羅伯遜、1989年出生的賈德·川普。此名稱時而會加上1987年中國的丁俊暉成為「80後五傑」。

## 早期生涯
墨菲8岁时得到了父亲送给他的一根斯诺克球杆，从此开始练习斯诺克。他很快加入了一个俱乐部，刻苦训练，10岁时就击出单杆过百。13岁时接受BBC的采访时，墨菲表示他的目标就是获得斯诺克世界锦标赛冠军并排名世界第一。当时他已经获得每年5000英镑的赞助。 墨菲于15岁成为职业选手。
2000年，墨菲成为斯诺克年度新人，并被认为是六个最具潜质的年青选手之一，并获得了YPD（Young Players of Distinction，优秀年轻球手）称号。同年，他获得B&H锦标赛冠军，次年，他在B&H锦标赛的比赛中打出了滿分桿。2004年，他在英国公开赛上进入了四强，这也是他第一次在排名赛上进入16强。2002年和2003年，他参加了世界锦标赛，成绩不佳。
史蒂芬·馬奎爾是另一位获得2000年YPD称号的斯诺克选手，2004年斯诺克大奖赛上，墨菲与马奎尔交手。比赛开始后，马奎尔发现自己忘了带抹球杆的粉，请求裁判允许他离开赛场。当马奎尔离开时，墨菲向裁判申述，裁判长裁定马奎尔因没有准时开始比赛而输一局。最终马奎尔以5-2赢得了比赛。在2007年威尔士公开赛击败墨菲后，马奎尔提到了该事件，「我们之间总有竞争。我不喜欢他，我想他也不喜欢我。我努力去击败所有人，但是如果我输给他我会觉得更痛苦。」2007年斯诺克北爱尔兰杯，两人在半决赛遭遇，墨菲抱怨媒体对他们的冲突言过其实，「你们媒体也许对这些话题感兴趣，但是今天早上我和马奎尔在练习室打了招呼。他是一个斯诺克高手，我很尊敬他。我将努力和他处好关系，如果我们之间有什么问题，那肯定不在我这边。」

## 2005年世锦赛
2005年世锦赛，墨菲接连击败前世界冠军约翰·希金斯（13-8）、史蒂夫·戴维斯（13-4）、彼得·艾伯頓（17-12），在决赛中战胜馬修·史蒂文斯（18-16）获得冠军。他重现了他儿时偶像戴维斯的经历，至少击败了3位世界冠军（亞利克斯·希金斯、克里夫·桑本和特里·格里菲斯）才杀入决赛。
墨菲当时22岁，是历史上夺得该项赛事第二年轻的选手，史蒂芬·亨得利第一次夺得世锦赛冠军时年仅21岁。他也成为第二个通过资格赛获得冠军的选手，另一位是1979年的特里·格里菲斯。当时墨菲的世界排名是48位，他需要打两场资格赛才能进入正赛，他也是第一位通过7场比赛才夺冠的选手。
这次夺冠的奖金是他以前获取奖金总和的一倍，他用奖金购买了一部梅塞德斯-奔驰E级和一所房子。

## 2006年-今
2005年世锦赛后，墨菲的排名到了21位。2006年世锦赛，他击败詹姆斯·瓦塔納和史蒂夫·戴维斯后进入8强，最终以7-13负于彼得·艾伯頓，他两个赛季的总体表现使他的排名升到了第五位。该年夏天他与妻子一起在辛巴威参加慈善活动。
在22个月没有获得冠军头衔后，2007年2月4日，墨菲在决赛中击败瑞恩·戴，获得了馬耳他杯冠军。在紧接着的威尔士公开赛上，他在与杰米·科普的比赛中，他连续四局打出超过单杆过百的成绩，成为约翰·希金斯后第二位达到此记录的选手。
2007年世锦赛，墨菲以13-12击败馬修·史蒂文斯进入半决赛，并且是在5-11、7-12落后的局面下反败为胜，使史蒂文斯的排名跌出16强。但是，在半决赛的决胜局负于马克·塞尔比。
2007年斯诺克大奖赛上，墨菲在小组赛的5场比赛中胜了4场，仅败于傅家俊进入半决赛，最终负于罗尼·奥沙利文，没有进入决赛。

## 生涯決賽

### 排名賽決賽：26次（12次冠軍）
| 圖例             |
| ---------------- |
| 世界錦標賽 (1–3) |
| 英國錦標賽 (1–2) |
| 其它賽事 (10–9)  |

| 結果 | 次  | 年度 | 賽事               | 決賽對手        | 比數  |
| ---- | --- | ---- | ------------------ | --------------- | ----- |
| 冠軍 | 1.  | 2005 | 世界錦標賽         | 馬修·史蒂文斯   | 18–16 |
| 亞軍 | 1.  | 2006 | 威爾斯公開賽       | 史提芬·李爾     | 4–9   |
| 冠軍 | 2.  | 2007 | 馬爾他盃           | 瑞恩·戴         | 9–4   |
| 亞軍 | 2.  | 2008 | 中國公開賽         | 史蒂芬·馬奎爾   | 9–10  |
| 冠軍 | 3.  | 2008 | 英國錦標賽         | 傅家俊          | 10–9  |
| 亞軍 | 3.  | 2009 | 世界錦標賽         | 約翰·希金斯     | 9–18  |
| 冠軍 | 4.  | 2011 | 球員巡迴錦標賽決賽 | 馬丁·古德爾     | 4–0   |
| 亞軍 | 4.  | 2012 | 英國錦標賽         | 馬克·塞爾比     | 6–10  |
| 冠軍 | 5.  | 2014 | 世界公開賽         | 馬克·塞爾比     | 10–6  |
| 亞軍 | 5.  | 2015 | 德國大師賽         | 馬克·塞爾比     | 7–9   |
| 亞軍 | 6.  | 2015 | 世界錦標賽 (2)     | 史都華·賓漢     | 15–18 |
| 冠軍 | 6.  | 2016 | 世界大獎賽         | 史都華·賓漢     | 10–9  |
| 冠軍 | 7.  | 2017 | 直布羅陀公開賽     | 賈德·川普       | 4–2   |
| 亞軍 | 7.  | 2017 | 中國錦標賽         | 路卡·布雷塞爾   | 5–10  |
| 亞軍 | 8.  | 2017 | 保羅·亨特經典賽    | 邁克·懷特       | 2–4   |
| 亞軍 | 9.  | 2017 | 英國錦標賽 (2)     | 羅尼·奧沙利文   | 5–10  |
| 亞軍 | 10. | 2018 | 球員錦標賽         | 羅尼·奧沙利文   | 4–10  |
| 亞軍 | 11. | 2018 | 蘇格蘭公開賽       | 馬克·艾倫       | 7–9   |
| 亞軍 | 12. | 2019 | 國際錦標賽         | 賈德·川普       | 3–10  |
| 冠軍 | 8.  | 2019 | 中國錦標賽         | 馬克·威廉姆斯   | 10–9  |
| 冠軍 | 9.  | 2020 | 威爾斯公開賽       | 奇倫·威爾森     | 9–1   |
| 亞軍 | 13. | 2021 | 世界錦標賽 (3)     | 馬克·塞爾比     | 15–18 |
| 亞軍 | 14. | 2023 | 威爾斯公開賽 (2)   | 羅伯特·米爾金斯 | 7–9   |
| 冠軍 | 10. | 2023 | 球員錦標賽         | 阿里·卡特       | 10–4  |
| 冠軍 | 11. | 2023 | 巡迴錦標賽         | 奇倫·威爾森     | 10–7  |
| 冠軍 | 12. | 2023 | 冠軍聯賽           | 馬克·威廉斯     | 3–0   |

### 小排名賽決賽：6次（4次冠軍）
| 結果 | 次 | 年度 | 賽事            | 決賽對手        | 比數 |
| ---- | -- | ---- | --------------- | --------------- | ---- |
| 冠軍 | 1. | 2010 | 布魯日公開賽    | 馬修·考奇       | 4–2  |
| 亞軍 | 1. | 2010 | 魯爾錦標賽      | 約翰·希金斯     | 2–4  |
| 冠軍 | 2. | 2014 | 格地尼亞公開賽  | 弗加爾·奧布萊恩 | 4–1  |
| 冠軍 | 3. | 2014 | 保加利亞公開賽  | 馬丁·古爾德     | 4–2  |
| 冠軍 | 4. | 2014 | 魯爾公開賽      | 羅伯特·米爾金斯 | 4–0  |
| 亞軍 | 2. | 2015 | 保羅·亨特經典賽 | 阿里·卡特       | 3–4  |

### 非排名賽決賽：24次（12次冠軍）
| 圖例            |
| --------------- |
| 大師賽 (2–1)    |
| 冠中冠賽 (1–0)  |
| 超級聯賽 (1–1)  |
| 其它賽事 (8–10) |

| 結果 | 次  | 年度 | 賽事                          | 決賽對手        | 比數 |
| ---- | --- | ---- | ----------------------------- | --------------- | ---- |
| 亞軍 | 1.  | 1998 | 英國巡迴賽–第4站              | Patrick Wallace | 4–6  |
| 冠軍 | 1.  | 2000 | Benson & Hedges Championship  | 史都華·賓漢     | 9–7  |
| 冠軍 | 2.  | 2001 | 挑戰巡迴賽–第3站              | Andrew Norman   | 6–3  |
| 冠軍 | 3.  | 2001 | 挑戰巡迴賽–第4站              | Luke Simmonds   | 6–2  |
| 亞軍 | 2.  | 2001 | WPBSA公開賽–第1站             | Mark Gray       | 2–5  |
| 亞軍 | 3.  | 2005 | 黑球挑戰賽                    | 馬修·史蒂文斯   | 0–1  |
| 亞軍 | 4.  | 2007 | 黑球挑戰賽 (2)                | 肯·達赫蒂       | 0–1  |
| 冠軍 | 4.  | 2008 | 馬爾他杯                      | 肯·達赫蒂       | 9–3  |
| 亞軍 | 5.  | 2008 | 世界司諾克系列賽–柏林巡迴賽   | 格林美·杜特     | 1–6  |
| 冠軍 | 5.  | 2009 | 世界司諾克系列賽–總決賽       | 約翰·希金斯     | 6–2  |
| 冠軍 | 6.  | 2009 | 世界司諾克系列賽–基拉里巡迴賽 | 吉米·懷特       | 5–1  |
| 冠軍 | 7.  | 2009 | 超級聯賽                      | 羅尼·奧沙利文   | 7–3  |
| 冠軍 | 8.  | 2010 | 無錫精英賽                    | 丁俊暉          | 9–8  |
| 亞軍 | 6.  | 2010 | 超級聯賽                      | 羅尼·奧沙利文   | 1–7  |
| 亞軍 | 7.  | 2011 | 冠軍聯賽                      | 馬修·史蒂文斯   | 1–3  |
| 冠軍 | 9.  | 2011 | 巴西大師賽                    | 格林美·杜特     | 5–0  |
| 亞軍 | 8.  | 2012 | 大師賽                        | 尼爾·羅伯森     | 6–10 |
| 亞軍 | 9.  | 2012 | 6紅球世界錦標賽               | 馬克·戴維斯     | 4–8  |
| 亞軍 | 10. | 2014 | 名將盃                        | 阿里·卡特       | 6–7  |
| 冠軍 | 10. | 2015 | 大師賽                        | 尼爾·羅伯森     | 10–2 |
| 冠軍 | 11. | 2017 | 冠中冠賽                      | 羅尼·奧沙利文   | 10–8 |
| 亞軍 | 11. | 2019 | 上海大師賽                    | 羅尼·奧沙利文   | 9–11 |
| 亞軍 | 12. | 2024 | 上海大師賽 (2)                | 賈德·川普       | 5–11 |
| 冠軍 | 12. | 2025 | 大師賽 (2)                    | 奇倫·威爾森     | 10–7 |

### 職業業餘混和賽決賽：2次（2次冠軍）
| 結果 | 次 | 年度 | 賽事                | 決賽對手    | 比數 |
| ---- | -- | ---- | ------------------- | ----------- | ---- |
| 冠軍 | 1. | 2008 | 保羅·亨特經典賽     | 馬克·塞爾比 | 4–0  |
| 冠軍 | 2. | 2009 | 保羅·亨特經典賽 (2) | 吉米·懷特   | 4–0  |

### 業餘決賽：1次（冠軍）
| 結果 | 次 | 年度 | 賽事         | 決賽對手     | 比數 |
| ---- | -- | ---- | ------------ | ------------ | ---- |
| 冠軍 | 1. | 2000 | 英格蘭公開賽 | Brian Salmon | 8–1  |